# لوبامبا
لوبامبا العاصمة التقليدية والتشريعية لمملكة سوازيلاند حيث يقع في البرلمان وسكن الملكة الأم . تقع لوبامبا في غرب سوازيلند في وادي إزولويني مبتعدة بمسافة 16 كيلومتر عن مباباني في محافظة ههوههو . يبلغ عدد سكانها 5800 نسمة .
لوبامبا مشهورة بمهرجان ريد للرقص حيث يتم الاحتفال به في أغسطس وسبتمبر من كل سنة وتحضره الملكة الأم ومهرجان انكوالا لأول قطف للفواكه ويتم الاحتفال به في ديسمبر ويناير من كل سنة ويحضره الملك .